# Ежков, Борис Андреевич
Борис Андреевич Ежков — советский хозяйственный, государственный и политический деятель.

## Биография
Родился в 1909 году в Самарканде. Член КПСС с 1942 года.
С 1928 года — на хозяйственной, общественной и политической работе. В 1928—1981 гг. — агроном, главный инженер Самаркандского шелкового завода, директор Бухарского и Ферганского шелкомотальных заводов, управляющий Узбекшёлктрестом, начальник отдела Ферганской племенной шелководческой станции.
За разработку и внедрение способа массового отбора племенных коконов тутового шелкопряда был удостоен в составе коллектива Государственной премии СССР в области техники 1981 года.
Умер в Фергане в 1981 году.